# WNBA 최우수 선수상
WNBA 최우수 선수상(영어: WNBA Most Valuable Player Award)은 WNBA에서 정규 시즌에 가장 활약한 선수 (MVP)에 수여되는 상이다.

## 수상자 목록
| 시즌 | 수상자            | 소속 팀               |
| ---- | ----------------- | --------------------- |
| 1997 | 신시아 쿠퍼       | 휴스턴 코메츠         |
| 1998 | 신시아 쿠퍼       | 휴스턴 코메츠         |
| 1999 | 욜란다 그리피스   | 새크라멘토 모나크스   |
| 2000 | 셔릴 스윕스       | 휴스턴 코메츠         |
| 2001 | 리사 레슬리       | 로스앤젤레스 스파크스 |
| 2002 | 셔릴 스윕스       | 휴스턴 코메츠         |
| 2003 | 로렌 잭슨         | 시애틀 스톰           |
| 2004 | 리사 레슬리       | 로스앤젤레스 스파크스 |
| 2005 | 셔릴 스윕스       | 휴스턴 코메츠         |
| 2006 | 리사 레슬리       | 로스앤젤레스 스파크스 |
| 2007 | 로렌 잭슨         | 시애틀 스톰           |
| 2008 | 캔디스 파커       | 로스앤젤레스 스파크스 |
| 2009 | 다이애나 터라시   | 피닉스 머큐리         |
| 2010 | 로렌 잭슨         | 시애틀 스톰           |
| 2011 | 타미카 캐칭스     | 인디애나 피버         |
| 2012 | 티나 찰스         | 코네티컷 선           |
| 2013 | 캔디스 파커       | 로스앤젤레스 스파크스 |
| 2014 | 마야 무어         | 미네소타 링크스       |
| 2015 | 엘레나 델레 도네  | 시카고 스카이         |
| 2016 | 은네카 오그우미케 | 로스앤젤레스 스파크스 |
| 2017 | 실비아 파울즈     | 미네소타 링크스       |
| 2018 | 브리애나 스튜어트 | 시애틀 스톰           |
| 2019 | 엘레나 델레 도네  | 워싱턴 미스틱스       |
| 2020 | 에이자 윌슨       | 라스베이거스 에이시즈 |
| 2021 | / 종켈 존스       | 코네티컷 선           |
| 2022 | 에이자 윌슨       | 라스베이거스 에이시즈 |
| 2023 | 브리아나 스튜어트 | 뉴욕 리버티           |
| 2024 | 에이자 윌슨       | 라스베이거스 에이시즈 |